# Zastava M70
El Zastava M70 (en idioma serbio: Застава М70) es un fusil de asalto de 7,62 mm desarrollado en Yugoslavia (hoy Kragujevac, Serbia) por la empresa estatal Zastava Arms. El M70 fue diseñado basándose en el AKM soviético y fue el fusil de asalto estándar en el Ejército Popular Yugoslavo desde 1970. Es un fusil de fuego selectivo, enfriado por aire y alimentado mediante cargadores. Informalmente es conocido como el M70 Yugo o el AK yugoslavo.

## Historia

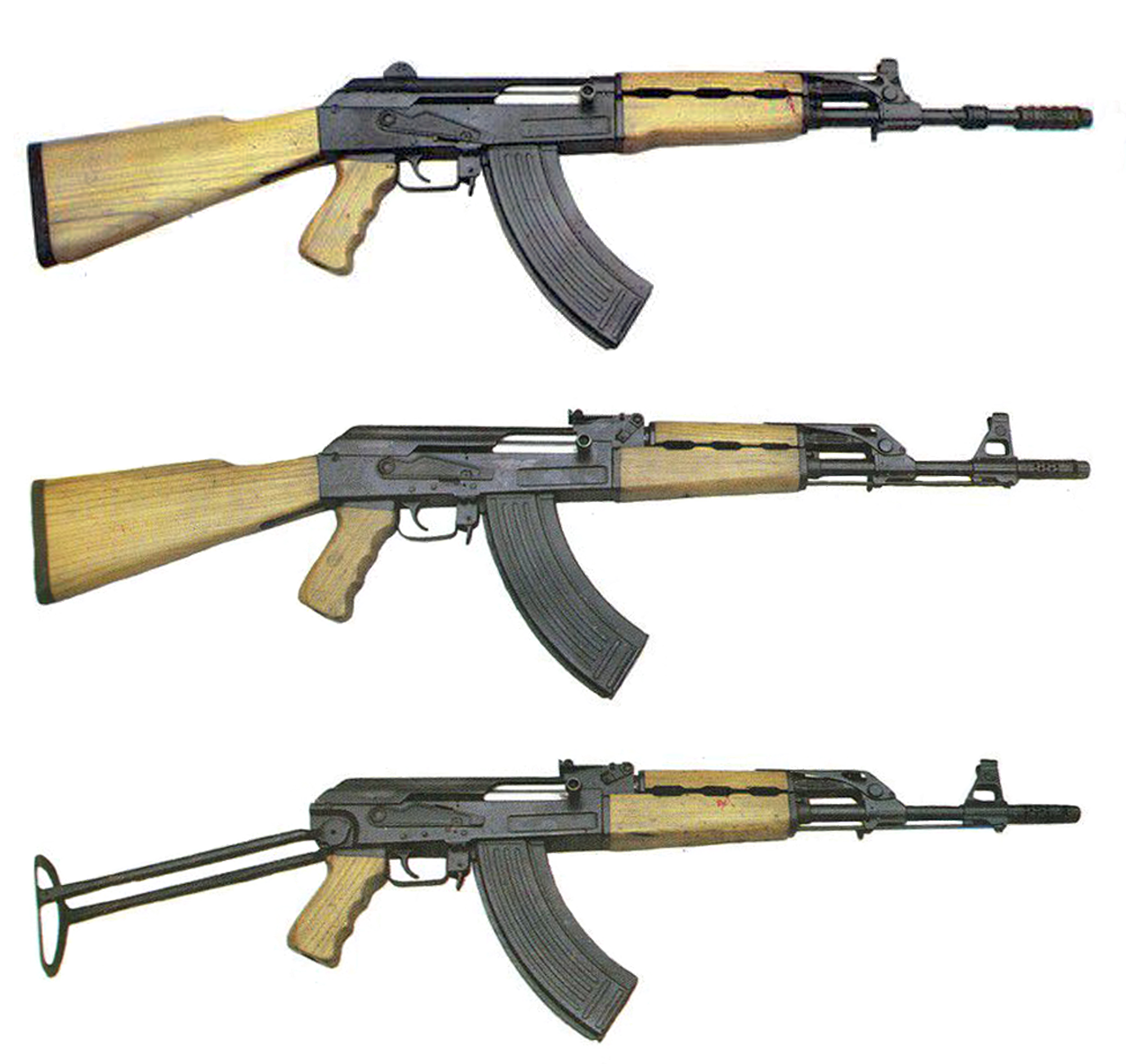
Varios prototipos del Zastava M-64

El desarrollo inicial de una variante local del AK empezó hacia 1959, siendo los primeros modelos de la serie de fusiles M64 los que suministró Zastava para las pruebas de campo militares con cajones de mecanismos mecanizados, cañones roscados, típicos guardamanos yugoslavos, válvulas de gas para lanzamiento de granadas y varias otras características que los distinguían del diseño del AK, como un mecanismo que mantenía abierto el cerrojo situado en el lado derecho del cajón de mecanismos y una manija del cerrojo que era distinta a la de otros modelos del AK. Aunque su desempeño fue satisfactorio, el Ejército yugoslavo no adoptó el fusil como el arma estándar de la Infantería.
En 1970 surgió una segunda oportunidad y a Zastava se le dio el visto bueno para empezar la producción en serie de los fusiles AP M70 y M70A (Automatska Puška M70, Fusil Automático M70 en serbo-croata) con financiamiento del Ejército, de los cuales el M70A era la versión con culata plegable.
Antes de que se fabricaran los principales modelos de estos fusiles, las medidas para reducir el costo de producción dieron como resultado el retiro del mecanismo que mantenía abierto el cerrojo y su reubicación en la teja elevadora del cargador. Además, el habitual montaje del cañón mediante una rosca en el cajón de mecanismos fue reemplazado por el método más barato de estampar y clavar el cañón en el cajón de mecanismos. Los fusiles producidos con estas nuevas características fueron conocidos como AP M70B (versión con culata fija) y M70AB (versión con culata plegable).
Al igual que la serie de fusiles automáticos M70, estos modelos no fueron producidos en grandes cantidades antes que las medidas para reducir el costo de producción dieran origen a otro modelo. Esta vez el cajón de mecanismos mecanizado fue reemplazado por uno de chapa de acero estampada con un espesor de 0,9 mm, se le agregó un reductor de cadencia al conjunto del gatillo y un freno de boca reemplazó a la tuerca que originalmente venía en los modelos anteriores. Los AK yugoslavos producidos con estas características fueron llamados AP M70B1 (culata fija) y M70AB1 (culata plegable).
Estos modelos tampoco fueron producidos en serie, antes que las alteraciones finales al diseño del fusil M70 dieran como resultado los modelos AP M70B2 (culata fija) y M70AB2 (culata plegable). Estos dos últimos modelos tenían un cajón de mecanismos de chapa de acero estampada con un espesor de 1,5 mm y una base del cañón abultada, para reforzar el fusil y hacerlo más apto para frecuentes lanzamientos de granadas. Estos dos modelos serían los más producidos de la serie de fusiles M70, así como los más empleados por el JNA, al igual que las diversas agrupaciones armadas que lucharon en las Guerras yugoslavas de la década de 1990. Sin embargo, los juegos de piezas importados en Estados Unidos tienen marcajes que parecen contradecir el nombre del modelo final con culata fija. En estos juegos, el cajón de mecanismos de chapa de acero estampada más grueso y con un bulto corresponde al modelo M70B1.
Todos los modelos del M70 comparten la capacidad de lanzar granadas de fusil con una válvula de gas, el guardamano alargado con 3 ranuras de enfriamiento, alza y punto de mira con elementos de iluminación, inicialmente llenados con fósforo y después con tritio, para mejorar la puntería en la noche; el retén que mantiene en su lugar la tapa del cajón de mecanismos durante el lanzamiento de una granada y un cañón sin ánima cromada. Las marcas del selector de disparo son R para el modo automático (la R es de "rafalna", "ráfaga") y J para el modo semiautomático (la J es de "jedinačna", "disparo único").

## Variantes

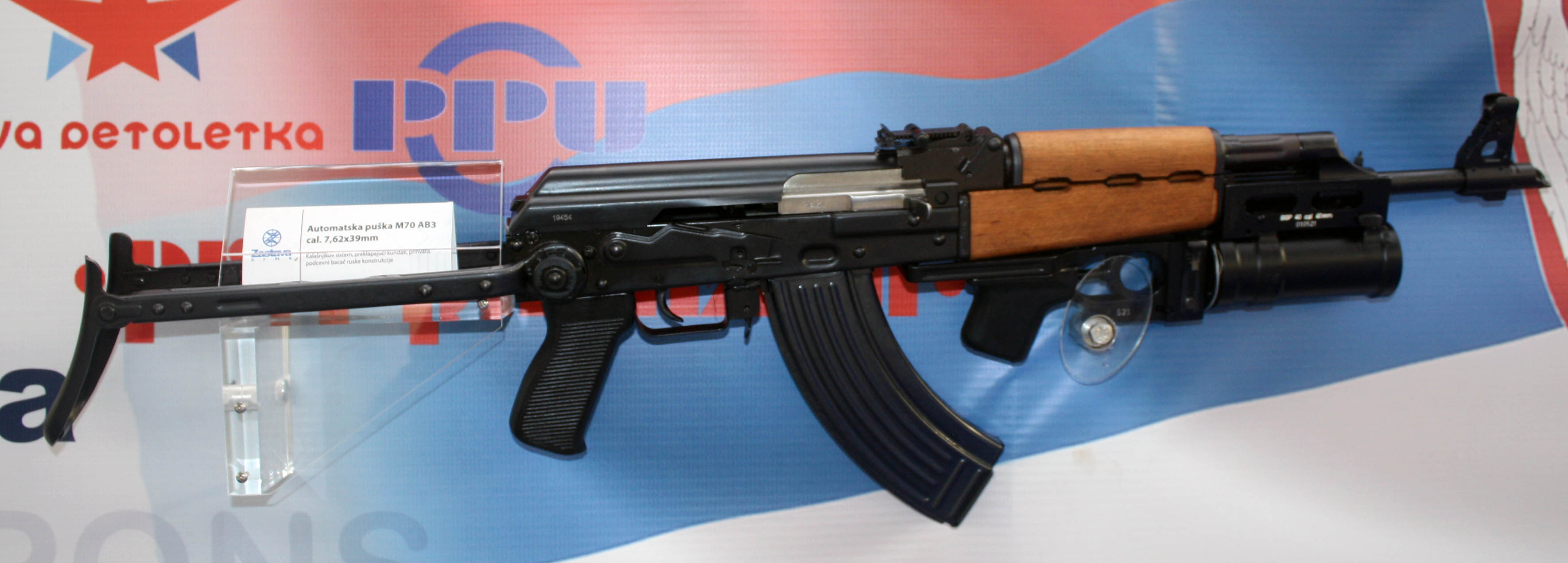
Un Zastava M70AB3.

- M70 – Cajón de mecanismos mecanizado, culata fija.
- M70A – Cajón de mecanismos mecanizado, culata plegable.
- M70A1 – Cajón de mecanismos mecanizado, culata plegable, riel para montar miras telescópicas o nocturnas
- M70B1 – Cajón de mecanismos estampado, culata fija.
- M70AB2 – Cajón de mecanismos estampado, culata plegable.
- M70B1N – Cajón de mecanismos estampado, culata fija y montaje para mira nocturna u óptica.
- M70AB2N – Cajón de mecanismos estampado, culata plegable y montaje para miras nocturna u óptica.
- M70AB3 – Cajón de mecanismos estampado, culata plegable, alza lanzagranadas retirada y reemplazada con un lanzagranadas GP-25 que se coloca debajo del guardamanos.

## Diseño y características

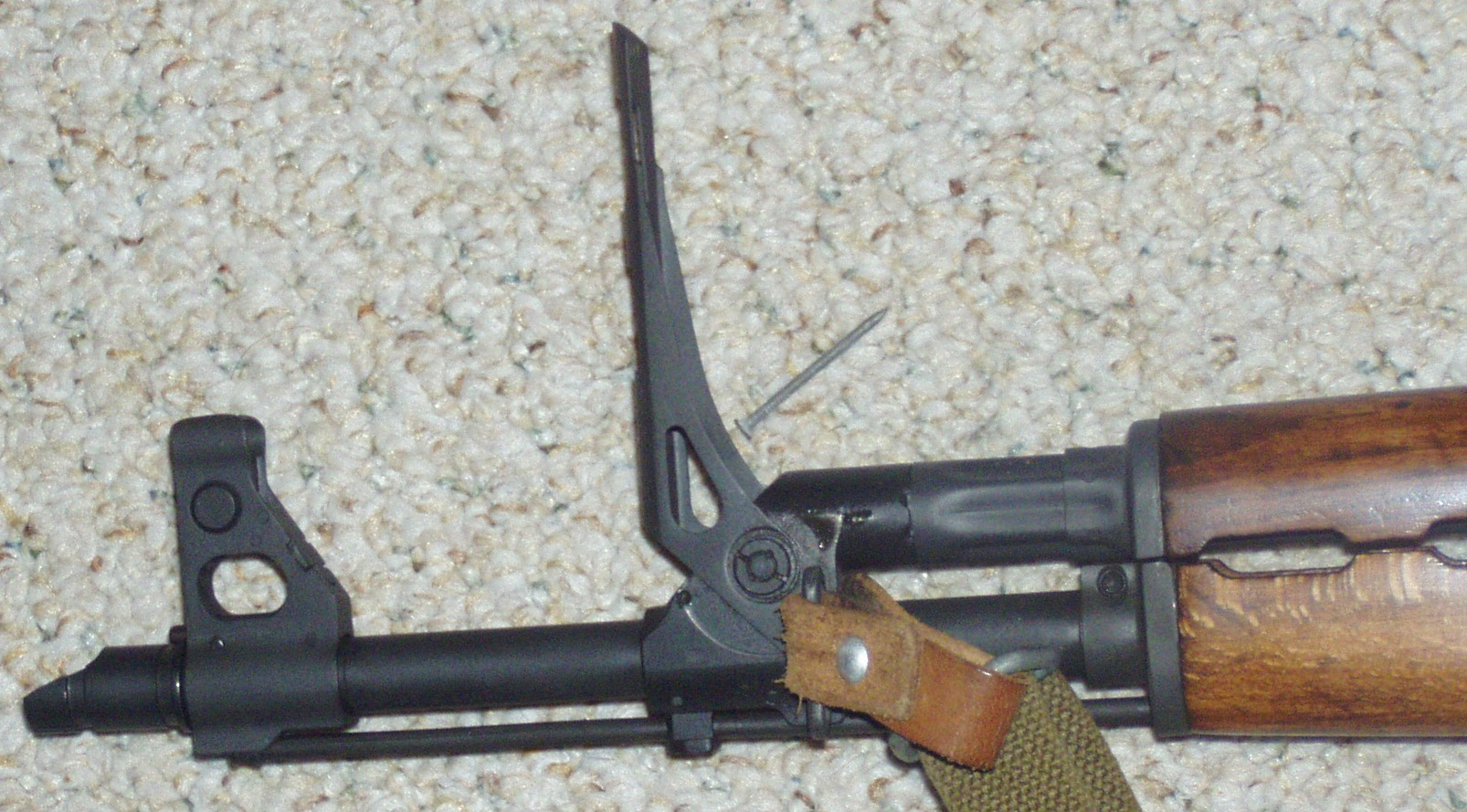
Un Zastava M70 con el alza lanzagranadas desplegada.

El M70 es fácilmente distinguible de otros fusiles AK por las 3 ranuras de enfriamiento a cada lado del guardamano, la madera de teca de color claro y la cantonera de caucho negro en los M70 con culata fija. Los M70 también tienen un alza lanzagranadas y una válvula de gas en el bloque de gases, siendo capaces de lanzar granadas de fusil. Para lanzar la granada de 22 mm, un adaptador lanzagranadas está atornillado en lugar del freno de boca.
El cajón de mecanismos del M70 tiene un espesor de 1,5 mm, en comparación al de 1 mm del AKM, haciéndolo más resistente. Igualmente, el ánima del cañón no está cromada, haciéndolo más preciso que un AKM estándar, pero con una mayor susceptibilidad a la corrosión. La falta de cromado es común a otros fusiles yugoslavos de diseño soviético (tales como los M59 o M59/66).[cita requerida]

## Usuarios

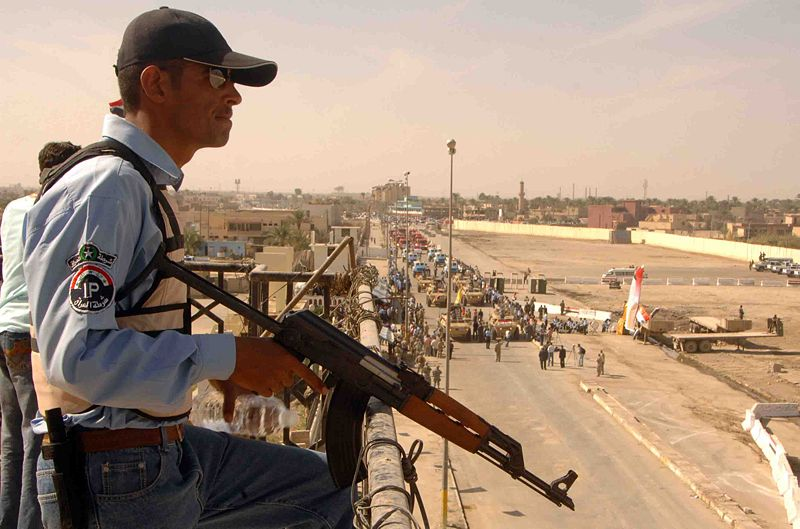
Oficial de la Policía irakí armado con un Zastava M70AB2.

- Yugoslavia (heredado por sus estados sucesores)
- Afganistán (importado en 2004-2005 desde Croacia o Eslovenia)
- Angola
- Bosnia y Herzegovina
- Burkina Faso (usado por el contingente burkinés de la Misión Multidimensional Integrada de Estabilización de las Naciones Unidas en Malí (MINUSMA)[13]
- Chipre
- Croacia
- Eslovenia (reemplazado por el FN F2000)
- Irak
- Jordania[14]
- Liberia
- Libia
- Mali
- México (Utilizado por las autodefensas en México contra los narcotraficantes)
- Montenegro
- Mozambique
- Nicaragua
- Autoridad Palestina[15][16]
- República Democrática del Congo
- Macedonia del Norte
- Serbia[17]
- Siria (empleado tanto por las fuerzas gubernamentales como los rebeldes)
- Somalia